# 阿历克塞一世
阿莱克修斯一世（1048年或1056年—1118年8月15日）作为拜占庭皇帝，尽管他不是第一位科穆宁皇帝，但他是实际上的科穆宁王朝开创者。因为他统治期间，其家族真正达到拜占庭帝国的权力巅峰。阿莱克修斯率兵废黜尼基弗鲁斯三世，恢复科穆宁家族由于伊萨克一世退位而中断的统治，从而继承一个崩溃帝国，并面对帝国与小亚细亚的突厥人和巴尔干半岛以西诺曼人的持续战争。阿莱克修斯成功阻止帝国的衰弱并复兴军队，最终他与他后代的成就被称作“科穆宁中兴”。同時，他向西方求援以反击突厥人的举动，也成为引发十字军东征的缘由之一。

## 早年生涯
阿歷克塞是拜占庭帝国禁军统帅约翰·科穆宁与安娜·达拉瑟娜的第六子，并且是伊萨克一世的侄子。伊萨克一世在一次对抗匈牙利与佩切涅格人的战斗中获得胜利后，险些被雷电劈中，于是他于1059年退位前往修道院忏悔。伊萨克原先计划把皇位传给弟弟约翰，但遭到米海爾·普塞洛斯为首的贵族反对，于是伊萨克被迫传位于君士坦丁十世，阿歷克塞的父亲约翰也因此停职。杜卡斯王朝的诸个皇帝在1059－1081年间接替科穆宁家族统治。
阿歷克塞成年后，在罗曼努斯四世统治时期，阿歷克塞在他手下对抗突厥人，1071年，罗曼努斯亲自出征试图击败塞尔柱苏丹阿尔普·阿尔斯兰以收复失去的领土时，由于被他所重用的曼努埃尔·科穆宁即阿歷克塞长兄，不久前在与塞尔柱人战斗中去世，故罗曼努斯没有要求阿歷克塞一同前往。随后罗曼努斯在曼齐克特战役中被塞尔柱苏丹击败，并被叛军逼迫退位。新的皇帝米海尔七世拒绝承认罗曼努斯与塞尔柱苏丹达成的和平协议，这导致大量突厥人涌入安纳托利亚。
米海尔七世刚登基时，科穆宁家族被皇帝疏远，数年之后，阿歷克塞与他的兄弟又被米海尔七世所任用。此期间阿歷克塞与他的兄长伊萨克·科穆宁在色雷斯、伊庇鲁斯和小亚细亚共同抵抗敌军。1074年，由于米海尔七世克扣军费，西方雇佣兵在罗塞尔的领导下在小亚细亚发动叛乱。在米海尔七世派遣的多名将军败于叛军后，他启用伊萨克·科穆宁与阿歷克塞前去迎战叛军，并通过承认塞尔柱苏丹马立克沙一世对安纳托利亚的征服，换取塞尔柱军队的帮助。阿歷克塞在塞尔柱军队的支援下，于1076年成功击败他们。但罗塞尔却逃脱，并投奔一个游牧部落的苏丹图塔赫。随后阿歷克塞率军继续追击罗塞尔，经过长时间艰难战斗，最终击败图塔赫的军队。为避免更大的损失与伤亡，阿歷克塞亲自与图塔赫会面，许诺大笔金钱换取罗塞尔。尽管米海尔七世拒绝替阿歷克塞支付这笔资金，阿歷克塞还是想方设法自行凑足这笔资金。阿歷克塞继续在东部收复一些被叛军控制的土地后，押解罗塞尔回到君士坦丁堡。随后阿歷克塞又被派往安纳托利亚参与战事。
1078年，阿歷克塞与米海尔七世叔叔约翰·杜卡斯的孙女伊琳娜·杜卡伊娜结婚。同年，米海尔七世答应罗伯特·吉斯卡尔的联姻请求，以此为导火索，帝国内對他统治不滿的皇位觊觎者纷纷拉起军事力量向君士坦丁堡进军。从安纳托利亚起兵的尼基弗鲁斯三世在罗姆苏丹蘇萊曼沙阿一世的支持下，抢先进入君士坦丁堡加冕为皇帝。阿歷克塞在此期间也回到君士坦丁堡，他被尼基弗鲁斯三世任命为西方军司令。在阿歷克塞的有才能指挥下，他镇压从巴尔干起兵，并拒绝承认新皇帝尼基弗鲁斯三世的尼基弗鲁斯·布里恩尼奥斯与尼基弗鲁斯·巴西莱克斯的企图篡位叛乱，他在卡拉维里战役及之后的战役中采用巧设伏兵及反袭击企图夜袭的敌军等而获胜。回到君士坦丁堡后，尼基弗鲁斯对阿歷克塞大加赏赐。之后皇帝命令阿歷克塞去镇压他的姐夫尼基弗鲁斯·梅里森诺斯在小亚细亚以扶植米海尔七世复位为借口发动的叛乱，但他不愿意进攻自己的亲人。尼基弗鲁斯·梅里森诺斯为得到罗姆苏丹蘇萊曼沙阿一世的支持，直接把尼西亚拱手相让于苏莱曼，很快苏莱曼便占领整个比提尼亚，并与尼基弗鲁斯·梅里森诺斯的叛军一同从东面逼近君士坦丁堡。然而阿歷克塞却没有因拒绝从命而遭到降级，因为皇帝需要他去抵抗因为婚约被取消而大为恼火的罗伯特·吉斯卡尔领导下，占据南意大利的诺曼人即将发动的入侵。

## 针对尼基弗鲁斯三世的密谋与篡位
当拜占庭军队准备远征而集结的同时，杜卡斯家族开始亲近阿歷克塞，并拉拢他加入对抗尼基弗鲁斯三世的阴谋。阿歷克塞的母亲安娜·达拉瑟娜与皇后阿兰的玛利亚在1081年的政变之中起到重要作用。在阿歷克塞与兄长伊萨克·科穆宁被尼基弗鲁斯三世重用后，便招来一些敌视军事贵族的宦官与一些因此失势的人记恨，他们不断在皇帝面前诋毁阿歷克塞与伊萨克，甚至企图伏击二人，这导致兄弟二人需要在皇宫中找个靠山。皇后玛利亚本是米海尔七世的妻子，之后又被迫嫁给尼基弗鲁斯三世。尼基弗鲁斯三世打算选一个自己的近亲作为皇位继承人，这使玛利亚很担心自己与米海尔七世的儿子君士坦丁·杜卡斯的前途，最终玛利亚的矛盾心理促成她与科穆宁家族联合，但事实上，这个政治联盟的真实推动者是安娜。
皇后玛利亚通过她的表妹伊琳娜与伊萨克联姻，使这个两家族之间的联系更加紧密，所以科穆宁兄弟可以以拜访家人作为借口见到皇后。此外他们又秘密试图让皇后承认阿歷克塞作为她的义子，尽管她只比阿歷克塞大五岁。但玛利亚的宦官与“阿兰朋友”在伊萨克·科穆宁的策动下，成功将皇后说服。阿歷克塞的皇后养子身份可能是通过安娜转告皇后委婉言语得到的承认。这使得阿歷克塞与君士坦丁成为互相依靠的兄弟，并且伊萨克与阿歷克塞也宣誓保卫君士坦丁继承皇位的权利。通过秘密把内部信息传递给科穆宁兄弟，玛利亚成为科穆宁家族无价的忠实盟友。

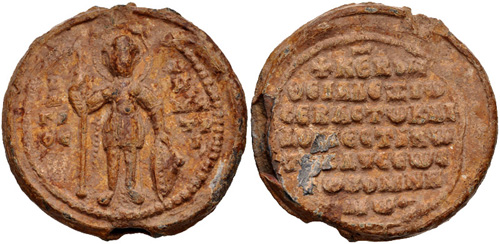
印有把阿歷克塞一世称为“西方军大将军”的钱币

随着罗姆苏丹苏莱曼在比提尼亚大肆劫掠，罗伯特·吉斯卡尔在南意大利集结军队即将入侵，尼基弗鲁斯三世让阿歷克塞与伊萨克到皇宫商讨对策。尽管在与玛利亚秘密联合之后，皇帝身边一些对科穆宁兄弟二人怀有敌意的人仍然对二人造成不小威胁，他们在兄弟二人进出皇宫期间，多次计划暗杀二人，他们依靠在宫中的眼线通报，才得以多次逃过劫难。尼基弗鲁斯要求阿歷克塞前往安纳托利亚抵御罗姆苏丹的威胁。一些人也借此向皇帝进言，认为阿歷克塞有篡夺帝位的念头，故以抵御突厥人为借口而计划把军队驻扎在首都附近。尼基弗鲁斯对他们的怀疑也逐渐增加，便再次要求阿歷克塞进皇宫以询问，阿歷克塞则把指控他的人驳斥的哑口无言。在多次经历险境期间，体会到皇帝及其身边人如此地猜忌自身，阿歷克塞与伊萨克逐渐产生推翻皇帝尼基弗鲁斯三世及他身边的人，以彻底除去针对二人的威胁，并夺回本属于科穆宁家族皇位的想法。阿歷克塞与伊萨克于1081年2月15日秘密离开君士坦丁堡前往乔尔卢[a]，以受命对抗苏莱曼为名集结军队。军队集结完成后，他们开始暗中寻求其他人的支持，不久便得到格里高利·帕库里亚努斯等将军、凯撒约翰·杜卡斯及一些人支持。
然而与此同时，得到消息的安娜·达拉瑟娜却偷偷迅速组织剩下的家人前往到圣索菲亚大教堂避难。然后她在那里同皇帝谈判谎称她发现有一个针对科穆宁家族的阴谋，要求保证她剩余在首都的家人的安全，并同时表示自己儿子们无叛乱之心。她谎称去教堂去做晚祷，有意避开尼基弗鲁斯的孙子和他的导师，于2月14日与尚未出城的儿子阿歷克塞和伊萨克见面，并躲开君士坦丁的讨论会。但导师却发现他们不见，并最终在皇宫广场上找到他们，但安娜成功使他相信他们不久就会回到皇宫里，之后她设法获得圣索菲亚大教堂内外两个避难所的出入权之后，安娜欺骗城门守卫他们是花光钱，来自卡帕多细亚的朝圣者，他们想在启程回去之前做一次礼拜。但他们在进入避难所之前，就被Straboromanos率领的禁卫军追上，并要求他们返回到宫里去。安娜抗议说他们的家人对生命安全无法保障而恐惧，辩解她两个儿子对皇帝是忠诚的；以及这个由科穆宁家的敌人密谋发动的阴谋会把他们都刺瞎，因此他们不得不逃离首都才能继续为皇帝忠诚服务。她拒绝随他们回宫，并坚决要求他们同意她向圣母玛利亚祈祷，以得到保护。这个要求被允许，并且安娜随即展现她的表演能力以及善于影响他人的才能：
她被允许进入。似乎是被年龄以及心头悲伤和劳累而压倒，她缓慢走到避难所的门口并下跪两次；第三次这么做时，她跌倒在地上，并拼命用手紧紧抱住拱形门，大声哭喊到：“我不会离开这个神圣的地方，除非我的手被砍下来，或者得到皇帝十字架作为安全的保证。”

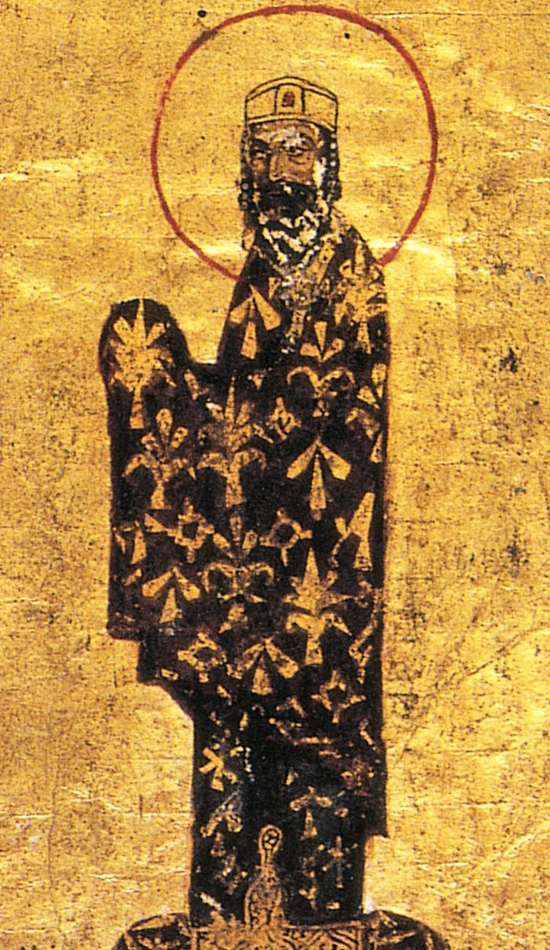
阿歷克塞一世，来自一个手抄本的插图

尼基弗鲁斯不得不在公共场合发誓他同意保证科穆宁家族的安全，Straboromanos把皇帝的十字架授予安娜，但安娜认为对于这个誓约的见证者来说这么做还不够。她认为皇帝的十字架应当作为皇帝信仰担保。皇帝答应，并且给安娜一家安全保证。为确保他们的安全，在皇帝的努力下，在伊琳娜·杜卡伊娜的母亲保加利亚的玛利亚陪同下，安娜一家被允许返回修道院的避难所。皇帝使他们拥有作为难民的待遇而不是一般客人，也被允许自己带来食物。他们借此和修道院的守卫搞好关系，以获得外界的最新消息。但皇帝仍然抱有怀疑，他命令保加利亚的玛利亚另一个女婿，乔治·巴列奥略负责看守他们。在被告知内情后，最终乔治·巴列奥略被保加利亚的玛利亚与安娜说服支持科穆宁兄弟。安娜的巨大成功为她儿子们正在筹划反叛赢得数个重要条件：她为儿子们争取到使他们在被尼基弗鲁斯怀疑时，偷取皇家马匹秘密逃出首都的时间；她成功转移皇帝的注意力，使她儿子们拥有集结反叛军队的时间；并且她制造一个假象，使皇帝误认为科穆宁家族是安全的，并绝不会突然发动反叛。
在做足准备后，科穆宁兄弟二人面临的问题便是在推翻尼基弗鲁斯后，谁加冕为皇帝。在进军途中驻扎在Skiza的郊区时，兄弟二人为此产生争执。尽管伊萨克较为年长，并且妻子是一位格鲁吉亚公主，但阿歷克塞则有杜卡斯家族的支持，并得到军队中多数士兵的拥戴。伊萨克后来公开把紫靴亲自套到弟弟脚上，相当于承认放弃争位，并支持阿歷克塞成为皇帝。
随即得到消息的尼基弗鲁斯·梅里森诺斯也通过信件与阿歷克塞谈判，表示支持阿歷克塞成为皇帝，并可以协助科穆宁兄弟从东面围困君士坦丁堡，并要求阿歷克塞即位后平分帝国的统治权，即科穆宁家族统治巴尔干，他统治安纳托利亚。阿歷克塞仅允诺可以给予凯撒头衔及帝国第二大城市塞萨洛尼基的统治权，拒绝他的提议。尼基弗鲁斯·梅里森诺斯尽管对此不很满意并起初打算拒绝，但考虑到自己的军队实力受限及自己受限于海峡，很可能晚于对皇位志在必得的阿歷克塞进入首都，并可能在自己一再拒绝后，可能阿歷克塞拒绝再给出如此的让步条件，担心其即位后自己一无所得，只得同意阿歷克塞的回复。
随后阿歷克塞便继续向君士坦丁堡进军，但由于这支军队原本是以对抗突厥人为名义而集结，缺乏攻城武器。1081年4月1日，在贿赂君士坦丁堡西侧城墙守军之后，阿歷克塞与伊萨克·科穆宁成功带领军队进入首都，并在约翰·杜卡斯的催促下前往大皇宫，废黜躲进修道院的尼基弗鲁斯三世，阿歷克塞加冕为皇帝。

## 对外

### 对抗诺曼人、佩切涅格人、札卡斯的入侵
阿歷克塞37年统治生涯充满一个个必须面对的困难。刚即位后，他便面对罗伯特·吉斯卡尔和他儿子博希蒙德领导难以对付的诺曼人入侵，罗姆苏丹苏莱曼仍然在比提尼亚劫掠，并且有等待机会渡过博斯普鲁斯海峡进一步西进的势头。阿歷克塞计划先解除突厥人对君士坦丁堡的威胁，于是在首都训练新兵，同时任命在篡位行动中支持他的格里高利·帕库里亚努斯将军为西方野战军总指挥、乔治·巴列奥略为都拉斯总督以暂时稳定住西部，并守卫即将遭到诺曼人围攻的交通要地都拉斯以延缓吉斯卡尔进攻步伐。随着格里高利·帕库里亚努斯稳定巴尔干西部城镇及对罗姆苏丹的小规模胜利，君士坦丁堡的紧张局面得以暂时解除，拜占庭帝国税收及财政的紧张及面得到一定程度上缓和，使阿歷克塞得以把全部精力用于对付诺曼人。此时吉斯卡尔已经占领科孚岛，并正在围困乔治·巴列奥略守卫的都拉斯。
阿歷克塞联系与帝国关系友好的威尼斯共和国，并许诺以贸易特权，以换取威尼斯的强大海军力量支持，此后两国于1082年正式签订贸易条约。同时阿歷克塞仓促临时集结起一支约二万人的军队以迎击诺曼人，其中包括短时间内从帝国各地集结的一些军队、来源各异的雇佣兵。此时吉斯卡尔在退路被威尼斯、拜占庭联合舰队所封锁的情况下，寻求背水一战，阿歷克塞率军抵达都拉斯后，也决定直接展开决战。但阿歷克塞低估诺曼人的战斗力，拜占庭军两翼的瓦兰吉卫队很快被打散，阿歷克塞亲率的中军也被诺曼骑士突击冲破。拜占庭一方的各路佣兵便开始变心、逃离战场，不久后，帝国军队便在战场上被全线击败、撤离战场，许多将军阵亡。阿歷克塞虽然成功突围，但也负伤。
在都拉斯打败阿歷克塞后，第二年，诺曼人已经在围攻色萨利的拉里萨。阿歷克塞在奥赫里德重整败军，并派出小股部队不断抵抗、阻碍诺曼人的进军。后来阿歷克塞返回坐镇君士坦丁堡，在这同时，他拿出36000金币说服神圣罗马帝国皇帝亨利四世进攻诺曼人大本营南意大利来减轻他的压力，并且鼓动诺曼人大本营南意大利的当地贵族发动叛乱，这使得诺曼人不得不在1083年-1084年把部分军队转移回意大利用于防御。阿歷克塞与掌控加尔加诺半岛的蒙泰圣安杰洛的伯爵亨利结盟，并使其宣誓效忠，这是拜占庭最后一次对意大利半岛土地的实际控制。
不久后，阿歷克塞再度率领军队出征以解拉里萨之围，此次阿歷克塞的对手是博希蒙德。两军开始接战后，博希蒙德被悬挂皇家旗帜的中军所迷惑，试图如同在都拉斯战役一样，直接冲破阿歷克塞亲率的中军以获得胜利。但实际上指挥中军的是凯撒尼基弗鲁斯·梅里森诺斯，阿歷克塞则率领一支偏锋突袭并掠夺诺曼人的军营，并前后围攻诺曼军队，最终博希蒙德仅率领少量部队成功突围。很快博希蒙德也逃回南意大利，剩余诺曼军队及支持他们的地方贵族也在阿歷克塞贿赂及进攻下向帝国投降。诺曼人对帝国的威胁，在1085年由于罗伯特·吉斯卡尔去世而结束，帝国成功收复大部分先前被诺曼人控制的领土。
在这之后，阿歷克塞又不得不处理异端波格米勒派与保罗派在色雷斯发动的叛乱，与反叛者联盟的佩切涅格人在此时则越过多瑙河南下。很多信奉保罗派的帝国士兵，在阿歷克塞对抗诺曼人的战争中成为逃兵。当诺曼人对帝国的威胁结束后，阿歷克塞开始惩罚反叛者与逃兵，并没收他们的土地。这导致后来菲利波波利附近的一次叛乱，并且西方野战军总指挥格里高利·帕库里亚努斯在接下来的战争中战败被杀。1087年佩切涅格人侵入色雷斯，阿歷克塞率军穿越莫西亚反击，但没能夺取被占领的多罗斯托隆（今锡利斯特拉）。在撤退时，阿歷克塞被佩切涅格人包围，不得不签署停战并支付一笔保护金。1090年佩切涅格人再次入侵色雷斯，同时罗姆苏丹基利傑阿爾斯蘭一世和他的岳父札卡斯组织一支舰队，并试图与佩切涅格人组成联军一同围攻君士坦丁堡。
阿歷克塞与有约40000骑兵的库曼人结盟，并于1091年4月29日在拉维尼欧战役彻底击败佩切涅格人，从而克服这个威胁。这彻底击败佩切涅格人，帝国巩固巴尔干边境。但在佩切涅格人的威胁逐渐消失后，1094年库曼人开始入侵帝国的巴尔干领土。库曼人支持一个觊觎拜占庭皇位，并声称自己是被认为很久之前已经去世的君士坦丁·狄奥吉尼斯也就是罗曼努斯四世的儿子、阿歷克塞姐夫的人，他们穿越巴尔干的山脉，并长驱直入东色雷斯，直到被他们在阿德里安堡被击败，伪君士坦丁·狄奥吉尼斯也在此地被诱捕。
同时，阿歷克塞派出海军将领约翰·杜卡斯及君士坦丁·达拉瑟尼斯率领舰队，进攻在爱琴海兴风作浪并自称拜占庭皇帝的札卡斯，帝国舰队在莱斯博斯岛的米蒂利尼将札卡斯围困，并于札卡斯准备启航逃离时发动突然袭击，将其打的大败，札卡斯只得狼狈逃回他的大本营士麦那。随后约翰及君士坦丁收复爱琴海诸岛屿后兵分两路，约翰一路收复被叛军占据的克里特岛及塞浦路斯岛，君士坦丁在同时则一路追击札卡斯，并防备札卡斯可能发动的新一轮进攻。1094年，札卡斯再度率领战船围攻安纳托利亚沿岸属于帝国的港口城市阿卑多斯，阿歷克塞再度派出君士坦丁·达拉瑟尼斯率领舰队讨伐札卡斯。君士坦丁从海路抵近札卡斯的同时，基利傑阿爾斯蘭也率领一支军队从陆路方向出现。札卡斯亲去前往见女婿以图支援，但基利傑阿爾斯蘭已经被阿歷克塞说服，在这场战斗中转向支持帝国一方，于是他在宴会中谋杀岳父。在巴尔干及爱琴海方向平定下来之后，阿歷克塞把注意力转移到几乎完全被塞尔柱突厥人占领的安纳托利亚。

### 对塞尔柱突厥的战争与第一次十字军东征

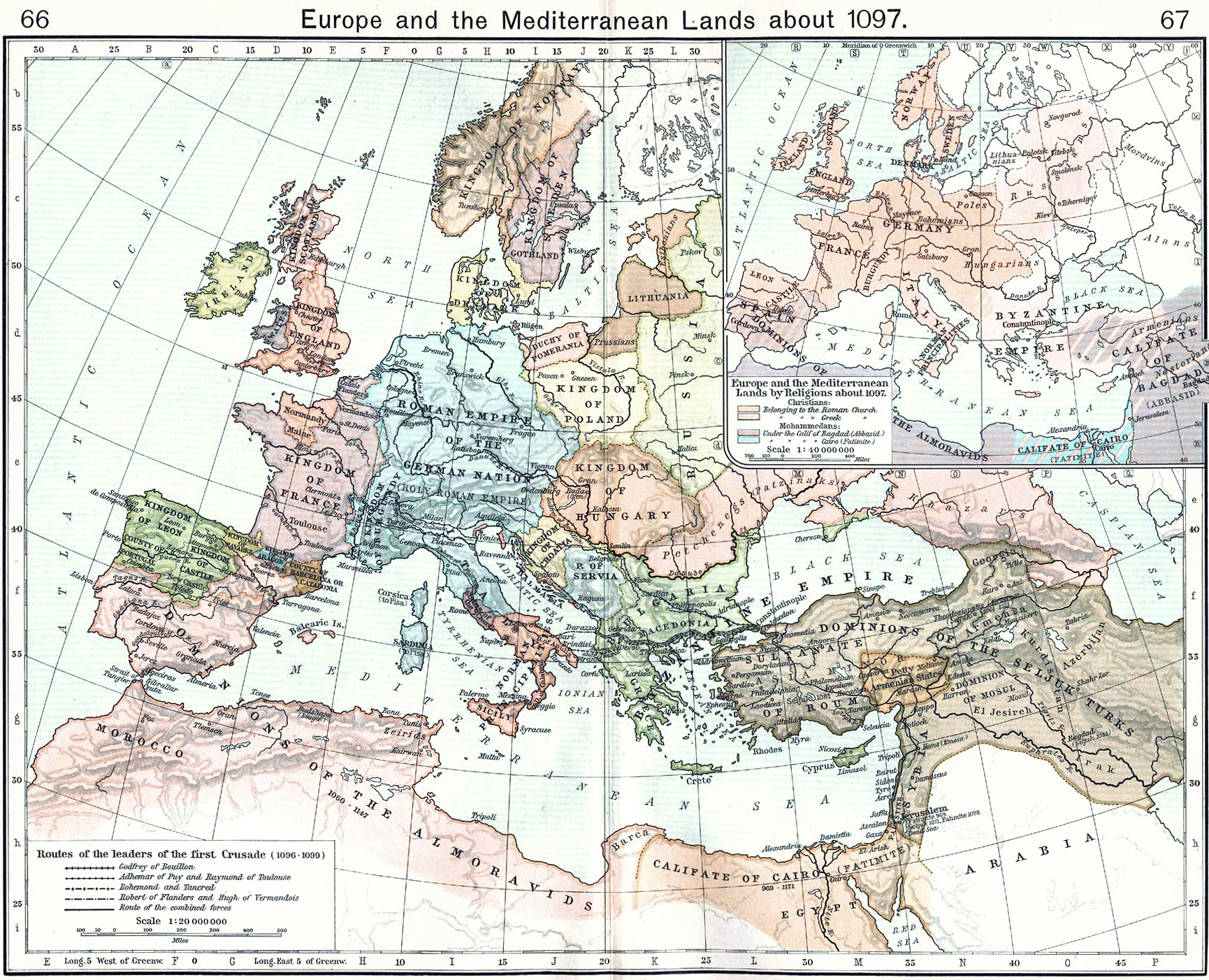
1097年第一次十字军东征期间的欧洲及附近地区。

当阿歷克塞于1081年登基时，塞尔柱突厥人已经从拜占庭帝国夺取几乎整个安纳托利亚。阿歷克塞派遣经过训练的新军渡过博斯普鲁斯海峡，夜袭劫掠比提尼亚的罗姆苏丹军队，突厥人很快便放弃沿海地区向内陆撤退。得胜的军队又得到阿歷克塞赏赐从而军心高涨，不断大胆发动进攻，打的突厥军队节节败退。最终罗姆苏丹苏莱曼只得退回尼西亚并求和，阿歷克塞从而得以保全安纳托利亚西北部的沿海地区。阿歷克塞也利用一位叛变至帝国一方的塞尔柱使者重夺锡诺普，并且利用突厥人内部的矛盾争取利益。但这些小规模胜利未能阻止塞尔柱突厥人在横行于被他们占领的内陆地区。
1090年初阿歷克塞对教宗表现出和解意图，目的是为对抗塞尔柱突厥人寻求西方的支援。1095年阿歷克塞的使者在皮亚琴察会议之前面见教宗乌尔班二世，乌尔班二世同年稍后便在克莱芒会议上发动第一次十字军东征，但这却令阿歷克塞感到惊愕与尴尬，因为他希望并且计划从西方得到的支持仅仅是一些雇佣兵，而不是大量难以控制的十字军。
很快第一批由隱士彼得领导大部分是城镇里贫穷民众及农民的“平民十字军”进入帝国领土，他们无力自行负担补给并且军纪涣散，不断与沿途居民发生冲突。由于阿歷克塞没有足够时间准备好为经过他领土的大量十字军提供给养，并且也来不及调动军队监督十字军，他也只能眼睁睁看着帝国的巴尔干领土遭到盟友十字军劫掠。阿歷克塞很快把这群乌合之众送到安纳托利亚，这支十字军在1096年便被突厥军队击溃。
不久后，第二支十字军逐渐抵达君士坦丁堡，他们分别由布永的戈弗雷、图卢兹的雷蒙德四世和其他一些西方的大贵族领导，甚至还包括阿歷克塞的老对手博希蒙德。比起平民十字军，这支正规军队组成的十字军装备更加精良，但更难对付。阿歷克塞在他们刚刚抵达时，抓住机会分别与十字军的各个领导人会面，在几次不可避免冲突摩擦后，成功达成和解，使他们立下誓言保证把征服的土地移交给帝国；而作为回报，阿歷克塞会给十字军在亚洲的行动提供给养及一些海上支持。随后阿歷克塞就把十字军送到安纳托利亚。1097年，十字军组织围攻尼西亚并迫使尼西亚的突厥人向阿歷克塞投降，随后十字军在多利留姆战役的胜利，使得帝国完全收复黑海海峡对面的安纳托利亚西北角与安纳托利亚西部部分地区。同时阿歷克塞手下的海军将领约翰·杜卡斯在1097年至1099年在希俄斯岛、罗得岛、士麦那、以弗所、和非拉铁非恢复帝国的统治，这些成功归功于长公主安娜·科穆宁娜提出的计策。但在拉丁裔历史学家的眼中，这是阿歷克塞对十字军的背叛与欺骗。1099年一支十艘船组成的拜占庭舰队协助十字军攻打塔拉基亚与的黎波里等城市，但十字军认为1年之前在塔第吉欧斯领导的拜占庭军队在阿歷克塞命令下背弃承诺，没有援助十字军围攻安条克时，他们与阿歷克塞的誓约便已經宣告解除。博希蒙德自立为安条克亲王并又一次挥师登陆希腊与阿歷克塞交战，但后来他被拜占庭军队包围并在1108年的迪沃尔条约中被迫同意成为帝国附庸。阿歷克塞没有参与或协助十字军接下来进军巴勒斯坦的行动。
尽管十字军已经获得胜利，但阿歷克塞仍然在1110年到1117年不得不多次出兵驱逐再次入侵帝国已经收复领土的突厥人。1116年染上重病的阿歷克塞仍然在指挥比提尼亚和密细亚对抗罗姆苏丹馬立克沙入侵的防御战，以保护他所收复的安纳托利亚领土。1117年他转向进攻，带领军队深入安纳托利亚高原被突厥人控制的地区，并在菲羅梅隆戰役打败苏丹。

## 对内

### 即位后的人事安排、封赏及处置
刚即位的一段时间内，有传闻认为阿歷克塞成為前皇后格鲁吉亚公主玛利亚情人。由于她的美貌，她的丈夫米海尔七世被废黜后，又被强嫁给尼基弗鲁斯三世。阿歷克塞计划让玛利亚继续留在皇宫，这可能仅是为方便玛利亚在权力交接时帮助从中协调斡旋，但这被许多人，包括贵族和君士坦丁堡的市民，认为他有意与玛利亚成婚。尽管阿歷克塞名义上是玛利亚的义子，但二人年龄相差不大，并且丧偶女子第三次结婚并不违反当时的正教教义与社会道德。但他的母亲安娜希望他能继续与伊琳娜·杜卡伊娜的婚姻，以加强与杜卡斯家族的关系，从而使得伊琳娜·杜卡伊娜的祖父即凯撒约翰·杜卡斯继续支持他。同时听到传闻的约翰·杜卡斯也展开行动，以防止杜卡斯家族被阿歷克塞边缘化，他说服普世宗主教科斯玛斯一世宣布伊琳娜·杜卡伊娜仍为阿歷克塞的合法妻子，并要求玛利亚搬出大皇宫。为保持杜卡斯家族的支持，伊琳娜·杜卡伊娜被加冕为皇后，随后阿歷克塞恢复君士坦丁·杜卡斯的权力及继承人身份，并加冕他为共治皇帝。同时阿歷克塞也给予玛利亚安全保证。阿歷克塞结婚后不久便有长女安娜·科穆宁娜，他让公主与君士坦丁·杜卡斯定下婚约，并让他们和玛利亚一同迁居到Mangana宫。
尼基弗鲁斯·梅里森诺斯于1081年4月8日，阿歷克塞进城一周后进入君士坦丁堡。阿歷克塞遵守先前的许诺，授予姐夫凯撒头衔与塞萨诺尼基的统治权及该城税收收入，这使得尼基弗鲁斯·梅里森诺斯最终打消夺取拜占庭皇位的想法，并在余生一直维持对阿歷克塞的忠诚。在阿歷克塞获得权力后，作为为他套上紫靴后作为对他最忠诚、坚定与热心的支持者之一，他长兄伊萨克得到阿歷克塞创立的新头衔，“至尊者（希腊语：σεβαστοκράτωρ）”，即“奥古斯都那般最尊贵的统治者”，后来阿歷克塞长女安娜·科穆宁娜描述拥有这一头衔的人为“没有紫色的皇帝（emperor without the purple）”，从而使得伊萨克成为名副其实的帝国二把手。权力交接及人事安排基本完毕后，阿歷克塞率领全家族及亲戚进行斋戒，为篡位行动导致首都生灵涂炭进行忏悔。
但当阿歷克塞的长子约翰·科穆宁于1087年出生后，他对待玛利亚及君士坦丁·杜卡斯的态度发生巨大转变。长公主安娜与君士坦丁·杜卡斯的婚约被取消，并且她被接回大皇宫与皇后伊琳娜·杜卡伊娜和已经成为太后的安娜·达拉瑟娜处居住。后来又由于玛利亚参与共谋一场针对阿歷克塞的阴谋，阿歷克塞逐渐疏远玛利亚，并逐渐剥夺她的权力，玛利亚后来退隐到修道院。君士坦丁·杜卡斯也被剥夺共治皇帝的地位。尽管如此，君士坦丁·杜卡斯依然与科穆宁家族维系着友好的关系，并不久后由于身体虚弱而去世。

### 重建货币系统

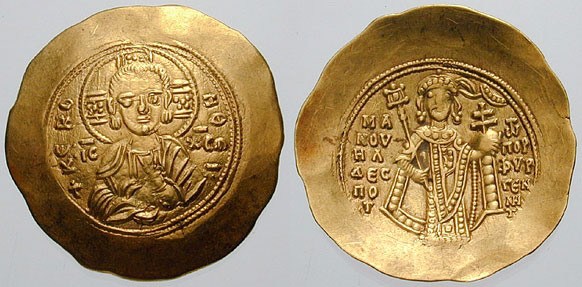
海培伦金币，铸造于曼努埃尔一世时期。

1092年，阿歷克塞下令停止制造品質低劣的苏勒德斯钱币（还包括梯塔特伦和黑斯塔迈纳），并且铸造一种新的成色更高铸币，这种重达4.45克的货币一般被称作海培伦。海培伦要比索丽德略轻一点。
同时帝国也发行一种价值为海培伦的三分之一，含量为25%的黄金和75%银的琥珀金新货币aspron trachy。铜银合金的aspron trachy或叫stamenon，含有7%的银(镀层)，48个stamenon等于一个海培伦。然后，还有低面值的铜币梯塔特伦和noummion，18个梯塔特伦等于1个铜银合金aspron trachy，36个noummion等于一个铜银合金aspron trachy。
阿歷克塞于1092年实行的经济改革是帝国经济复苏重要基础，并且是科穆宁中兴的经济基础，新货币的发行也恢复帝国经济信用。

### 统治后期
阿歷克塞在人生最后20年的统治很不受欢迎。这段时间，他的统治以严酷迫害异端波格米勒派与保罗派而著称，这其中一个表现，是1118年阿歷克塞公开烧死参与一个神学辩论的波格米勒派领导者，也是一个医生的巴西尔。
阿歷克塞的多年执政，很大程度上受到他母亲，也是一位明智、拥有很强政治能力的杰出女性安娜·达拉瑟娜影响，阿歷克塞也违反帝国过去的惯例，把她加冕为奥古斯塔（Augusta）而不是按照惯例更应当得到这个头衔的人：他妻子，也就是皇后伊琳娜·杜卡伊娜。在约1100年安娜去世前，阿歷克塞忙于接连不断的战争而长时间不在首都时，安娜是帝国实际上的管理者，并且整顿、削弱上层社会的奢靡之风。

### 皇位觊觎者与反叛者
除帝国外部的敌人外，国内也有许多野心勃勃的人想把阿歷克塞赶下皇位，这也是他统治期间另一个主要的威胁。在这段帝国的困难时期，阿歷克塞遇到反对他的叛乱，比任何其他拜占庭皇帝都要多。这包括：

#### 第一次十字军东征之前
- Raiktor（英语：Raiktor），一个自称是米海尔七世的拜占庭修道士，他投奔罗伯特·吉斯卡尔，后者以扶植他重登皇位为借口入侵帝国。[65]
- 1084年的一场阴谋，共谋者包括许多军队里的元老及官员。这场阴谋在反叛部队集结起来之前被发现。尽管这个阴谋涉及许多重要人士，阿歷克塞仅仅只放逐其中最富有的共谋者，并且没收他们的土地。[65]
- 札卡斯，于1092年自称皇帝。[66]
- 君士坦丁·赫帕特普洛斯，他是协助阿歷克塞于1081年获得皇位的人之一，却在1091年与一个亚美尼亚人Ariebes（英语：Ariebes）密谋反叛阿歷克塞。[66]
- 约翰·科穆宁（英语：John Komnenos (governor of Dyrrhachium)），阿歷克塞的侄子，都拉斯总督，被奥赫里德的提奥非勒（英语：Theophylact of Ohrid）控告密谋反叛。后来被阿歷克塞说服放弃密谋。[66]
- 提奥多罗·Gabras（英语：Theodore Gabras）和他的儿子乔治·Gabras（英语：Gregory Gabras），特拉比松总督，其治下的特拉比松几乎实际上独立于帝国。[66]
- 尼基弗鲁斯·狄奥吉尼斯（英语：Nikephoros Diogenes），罗曼努斯四世的儿子[66]，多次试图刺杀阿歷克塞。他的共谋者包括阿歷克塞的姐夫米海尔·塔隆尼特（英语：Michael Taronites）、阿歷克塞的弟弟阿德里安·科穆宁，以及前皇后玛丽亚。[66]
- 伪君士坦丁·狄奥吉尼斯（英语：Constantine Diogenes (pretender)），自称是实际上已經于1073年在战场上逝世的罗曼努斯四世儿子、阿歷克塞三姐狄奥多拉·科穆宁的丈夫君士坦丁·狄奥吉尼斯，得到库曼人支持后企图夺取皇位。[37]
- 伪利奥·狄奥吉尼斯，自称罗曼努斯四世的儿子利奥·狄奥吉尼斯。[67]
- Karykes，一场在克里特起义的领袖。[66]
- Rhapsomates，试图使塞浦路斯独立。[66]

#### 第一次十字军东征之后
- 萨洛蒙，一个富有的元老（英语：Byzantine Senate），1106年参与Anemas家族四兄弟的密谋。[68]
- 格里高利·塔隆尼特（英语：Gregory Taronites (governor of Chaldia)），另一个特拉比松总督，就任后很快发动叛乱。[68]
- 阿隆，前保加利亚王室的一个王子的私生子后代，1107年阿歷克塞在塞萨洛尼基附近驻扎的时候密谋行刺他，但皇后伊琳娜与其众多随从的到来使得阴谋难以实行。在返回君士坦丁堡的路上，共谋者们写一本嘲讽、诋毁皇后的小册子，并在离开时把小册子留在皇后的营帐。对于小册子的调查，导致这些共谋者的身份暴露，阿隆因为与前保加利亚王室的亲缘关系而只是被流放，因为皇后伊琳娜也有和前保加利亚王室有类似的血缘关系。[69]

## 去世与继任者
阿歷克塞晚年除抵御突厥人，也被继承人的事情困扰。尽管他已经在1092年把他年仅5岁的长子约翰·科穆宁加冕为共治皇帝，但他妻子伊琳娜·杜卡伊娜更希望他更改继承人为长公主安娜·科穆宁娜与她的丈夫小尼基弗鲁斯·布里恩尼奥斯，并在暗中与安娜策划在阿歷克塞逝世后反对约翰。在此之前，尼基弗鲁斯·布里恩尼奥斯已经被授予凯撒和至高无上者头衔，并且仍然保持对阿歷克塞与约翰的忠诚，而对伊琳娜和安娜的密谋不感兴趣。尽管如此，伊琳娜和安娜挑战约翰继承权的可能，仍然令即将去世的阿歷克塞感到不安。

## 家庭成员
阿歷克塞常年忙于战争及处理帝国事务，因此没有很多时间亲自教育子女。虽然太后安娜·达拉瑟娜有時和皇后伊琳娜·杜卡伊娜不和，但她和儿媳共同承担亲自养育与教育孙女安娜·科穆宁娜的责任。
通过阿歷克塞与伊琳娜·杜卡伊娜的婚姻，他们共育有以下子女：
1. 安娜·科穆宁娜，嫁给被授予凯撒的小尼基弗鲁斯·布里恩尼奥斯
2. 玛利亚·科穆宁娜，先嫁给格里高利·加巴拉斯，后改嫁尼基弗鲁斯·卡塔科隆（英语：Nikephoros Katakalon）
3. 约翰二世
4. 安德洛尼卡·科穆宁（英语：Andronikos Komnenos (son of Alexios I)），至尊者（英语：Sebastokrator）
5. 伊萨克·科穆宁，至尊者
6. 欧多齐娅·科穆宁娜（英语：Eudokia Komnene (daughter of Alexios I)），嫁给君士坦丁·亚西特斯的儿子
7. 狄奥多拉·科穆宁娜，先嫁给君士坦丁·库尔提科斯，后改嫁君士坦丁·安格洛斯。她是后来的皇帝伊萨克二世和阿歷克塞三世的祖母，也是统治伊庇鲁斯专制国的科穆宁·杜卡斯王朝的祖先
8. 曼努埃尔·科穆宁
9. 佐伊·科穆宁娜

## 遗产

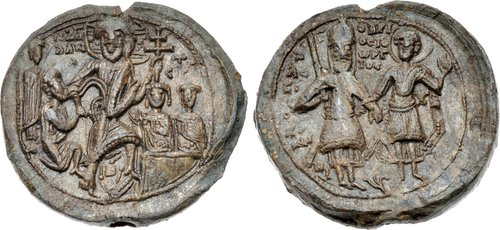
一个罕见的铸有阿歷克塞一世并描述复活的印章

阿歷克塞拯救危机四伏的拜占庭帝国，并重现帝国的强盛与繁荣。他也重整帝国政府，并通过大家族间的联合来巩固自己统治，阿歷克塞结束任命官员时排除皇室家族及大贵族家族成员的传统，并透过帝国政府体制化收编大贵族成员。而且，那些非大贵族家族成员的人往往将会被剥夺权力与威望。大量反对者被取缔之后，新的皇家权威随着尼基弗鲁斯·布里恩尼奥斯被授予“至高无上者”头衔和皇帝的兄长伊萨克·科穆宁被授予“至尊者”头衔而重建起来。 尽管这种政策取得成功，但这也使得帝国原有的君士坦丁一世建立的文官官僚阶级为大贵族家族所取代，阿歷克塞的政策使得以后贵族阶层变得具有连续性，并且之后几乎每一位帝国皇帝都或多或少在血缘上与他有所联系。

## 註腳

## 资料来源

### 一手资料
- （英语）Comnena, Anna, , 由Sewter, E. R. A.翻译, Penguin Classics, 1969

### 二手资料
- 《苏联历史百科全书·人物卷》，1961～1973
- Canduci, Alexander, , Pier 9, 2010, ISBN 978-1-74196-598-8
- Finlay, George,  2, William Blackwood & Sons, 1854
- Garland, Lynda, , De Imperatoribus Romanis (An Online Encyclopedia of Roman Rulers), 25 May 2007  [2017-07-06], （原始内容存档于2016-05-06）
- Kazhdan, Alexander (编), , Oxford University Press, 1991, ISBN 978-0-19-504652-6
- Lindblom, Annette, Harl, Kenneth W. , 编, , Tulane.edu, 21 March 1998, （原始内容存档于5 October 2013）
- Norwich, John J., , Alfred A. Knopf, Inc., 1995, ISBN 978-0-679-41650-0

## 延伸阅读
- Angold, Michael,  2nd, Longman: 136–70, 1997, ISBN 978-0-582-29468-4
- Francopan, Peter, , The Bodley Head, 2011
- Harris, Jonathan,  2nd, Bloomsbury, 2014, ISBN 978-1-78093-767-0
- Plate, William, , Smith, William  (编),  1: 129–130, 1867
- Skoulatos, Basile, , Louvain: Nauwelaerts, 1980 （法语）
- Treadgold, Warren, , Stanford University Press: 612–29, 1997, ISBN 978-0-8047-2630-6
- Varzos, Konstantinos,   [The Genealogy of the Komnenoi], Thessaloniki: Byzantine Research Centre, 1984 （希腊语）, Vols. A1, A2 & B